# Heineken Open 2011
Heineken Open 2011 — тенісний турнір, що проходив на кортах з твердим покриттям у місті Окленд (Нова Зеландія), Нова Зеландія з 10 січня. Належав до категорії ATP World Tour 250, був турніром серії ATP Auckland Open 2011 року.

## Фінальна частина

### Одиночний розряд
Давид Феррер —  Давід Налбандян 6–3, 6–2

### Парний розряд
Марсель Гранольєрс /  Томмі Робредо —  Юган Брунстрем /  Стівен Гасс 6–4, 7–6(8–6)